# Murongozi
Murongozi är ett vattendrag i Burundi.   Det ligger i provinsen Bururi, i den sydvästra delen av landet, 80 km söder om huvudstaden Bujumbura.
Omgivningarna runt Murongozi är en mosaik av jordbruksmark och naturlig växtlighet. Runt Murongozi är det ganska tätbefolkat, med 222 invånare per kvadratkilometer.